# 1981년 동독 총선거
1981년 동독 총선은 1981년 6월 14일 동독에서 치러진 총선이다. 99.2%인 12,255,006명이 투표하여 민주독일국민전선의 후보들이 99.9%(12,235,515표)의 찬성으로 모두 선출되었다.

## 선거 결과

1981년 총선후 인민의회 의석분포

공식적 선거결과에 의하면 유권자 12,352,263명 중 12,255,006명이 투표에 참가해 투표율 99.2%를 기록했으며, 나머지 2,878표는 무효표였다. 유효표의 99.9% (12,235,515표)가 인민전선 명부에 찬성했으며, 유효표의 0.1% (16,613표)가 반대한 것으로 발표되었다.
| 정당 및 단체 | 정당 및 단체    | 약칭 | 의석 |
| ------------ | --------------- | ---- | ---- |
|              | 통일사회당      | SED  | 127  |
|              | 자유노총        | FDGB | 68   |
|              | 기독교 민주연합 | CDU  | 52   |
|              | 자유민주당      | LDPD | 52   |
|              | 민주농민당      | DBD  | 52   |
|              | 국가민주당      | NDPD | 52   |
|              | 자유청년단      | FDJ  | 40   |
|              | 여성동맹        | DFD  | 35   |
|              | 문화동맹        | KB   | 22   |